# Paraná de las Palmas
O rio Paraná de las Palmas é o mais meridional dos grandes braços em que se divide o rio Paraná no trecho final de seu delta. Seu nome deve-se às palmeiras jerivá que eram abundantes em suas margens.
Em suas margens se encontram as cidades de Escobar, Zárate, Campana e a central nuclear Atucha. Por estar próximo a grandes centros urbanos como as cidades de Buenos Aires, La Plata e Rosario e por fazer parte da Hidrovia Paraná-Paraguai, é um dos rios mais antropomorfizados do Delta do Paraná. É regularmente dragado em sua totalidade. Ao contrário do baixo rio Uruguai, o Paraná de la Palmas possui uma infinidade de pousadas, clubes e riachos onde se pode pernoitar ou se proteger de alguma tempestade.

## Geografia
Está localizado na província de Provincia de Buenos Aires, na parte oriental do país, 30 km ao norte de Buenos Aires.
O Paraná de las Palmas nasce da bifurcação do rio Paraná, com outro braço do delta, o Paraná Guazú, na altura da cidade de Baradero, e deságua no Rio da Prata. Seus 137 quilômetros de extensão (aprox. 74 milhas náuticas) são navegáveis, sendo esse o canal principal para embarcações comerciais e oceânicas.
Seu canal só se torna muito sensível aos ventos nos 39,6 km anteriores à sua foz, já que seu percurso é praticamente retilíneo. O resto do percurso, por possuir características sinuosas, vê menos os efeitos dos ventos, porém também necessita de maior atenção.
O clima da região é subtropical úmido. A temperatura média é de 16°C. O mês mais quente é janeiro, com média de 23°C, e o mais frio de julho, com 8°C. A precipitação média é de 1,863 milímetros por ano. O mês mais chuvoso é fevereiro, com 297 milímetros de chuva, e o mais seco, junho, vê apenas 37 milímetros de precipitação.
| Gráfico climático para Paraná de las Palmas | Gráfico climático para Paraná de las Palmas | Gráfico climático para Paraná de las Palmas | Gráfico climático para Paraná de las Palmas | Gráfico climático para Paraná de las Palmas | Gráfico climático para Paraná de las Palmas | Gráfico climático para Paraná de las Palmas | Gráfico climático para Paraná de las Palmas | Gráfico climático para Paraná de las Palmas | Gráfico climático para Paraná de las Palmas | Gráfico climático para Paraná de las Palmas | Gráfico climático para Paraná de las Palmas |
| ------------------------------------------- | ------------------------------------------- | ------------------------------------------- | ------------------------------------------- | ------------------------------------------- | ------------------------------------------- | ------------------------------------------- | ------------------------------------------- | ------------------------------------------- | ------------------------------------------- | ------------------------------------------- | ------------------------------------------- |
| J                                           | F                                           | M                                           | A                                           | M                                           | J                                           | J                                           | A                                           | S                                           | O                                           | N                                           | D                                           |
| 139 26 20                                   | 297 25 20                                   | 152 24 20                                   | 127 19 15                                   | 153 16 11                                   | 37 12 8                                     | 95 11 6                                     | 124 14 9                                    | 208 16 8                                    | 210 15 11                                   | 179 23 13                                   | 143 25 19                                   |
| Temperaturas em °C • Precipitações em mm    |                                             |                                             |                                             |                                             |                                             |                                             |                                             |                                             |                                             |                                             |                                             |